# Noch Zimmer frei
Noch Zimmer frei ist ein US-amerikanischer Spielfilm aus dem Jahr 1962 mit Kim Novak und Jack Lemmon in den Hauptrollen. Die Krimikomödie basiert auf der Geschichte The Notorious Tenant von Margery Sharp.

## Handlung
Als der amerikanische Botschaftsangestellte William Gridley seinen Dienst in London antritt, mietet er auf eine Zeitungsanzeige hin einen Teil des Hauses der attraktiven Carly Hardwicke. Gridley verliebt sich sofort in seine Vermieterin. Als Neuankömmling ahnt er nicht, dass viele Menschen in London glauben, dass Carly ihren verschwundenen Ehemann Miles getötet hat.
Nachdem er von einem Beamten von Scotland Yard von dem Verdacht gegen Carly erfahren hat, möchte er gemeinsam mit seinem Vorgesetzten, dem amerikanischen Botschafter Ambruster, die Unschuld von Carly beweisen.
Als dann unerwartet der verschollene Ehemann wieder auftaucht, wird er von Carly bei einem Handgemenge erschossen. Dank der Aussage von Mrs. Brown, einer älteren Nachbarin aus dem gegenüberliegenden Haus, kann Carly einer Verurteilung wegen Mordes entgehen. 
Mrs. Brown versucht danach, Carly zu erpressen. Die weiteren Nachforschungen von Gridley und Carly ergeben, dass in Wirklichkeit eine andere Nachbarin, Mrs. Dunhill, die entlastende Beobachtung gemacht hat.
Nachdem ein weiterer Mord geschieht, droht Mrs. Dunhill zum nächsten Opfer zu werden. Um sie zu retten, eilen alle in das Seniorenheim in Penzance, in dem Mrs. Dunhill jetzt wohnt. Mrs. Brown, die den Pfandleiher ermordete, kann dort überwältigt und von Scotland Yard festgenommen werden.

## Kritiken
„Pfiffig und temporeich inszenierte Krimikomödie, in der es um einen vermeintlichen Gattenmord und eine diplomatisch unerwünschte Liebe geht. Das kriminalistische Geflecht bleibt bis zum Ende dicht und voller Spannung und ist ständig mit ironischen Momenten durchsetzt.“